# Tone Float
Tone Float ist das erste und einzige Musikalbum der deutschen Krautrock-Band Organisation, aus der sich ein Jahr später Kraftwerk entwickelte.

## Hintergrund
Florian Schneider-Esleben und Ralf Hütter lernten sich 1968 an der Kunstakademie in Remscheid kennen. Beide teilten ein Interesse für improvisierte Avantgarde-Musik und bildeten den Kern für ein Musikprojekt mit dem Namen Organisation. Zunächst traten sie mit Feedback, Klängen und Rhythmus in Universitäten und Galerien auf.

„Wir hatten Glück, denn zu der Zeit gab es bereits Konzerte mit elektronischer Musik, Happenings, die Fluxus-Gruppe und so weiter. Das war alles ganz normal; wir spielten in der gleichen Umgebung, nämlich den Galerien. Anfangs hatten wir keinerlei Engagements in der traditionellen Musikszene; wir traten innerhalb der Kunstszene auf, in Galerien, Universitäten und dergleichen.“

Das Album wurde im Frühjahr 1970 in einem von Conny Plank eingerichteten, provisorischen Tonstudio auf einem Raffineriegelände aufgenommen. Plank gründete mit Rainbow Productions eigens eine Produktionsgesellschaft für deutsche Rockmusik mit dem Ziel, Management und Vertriebswege für Künstler anzubieten. Über Planks Firma gelangten die Aufnahmen nach England zum Label RCA, welches die Band unter Vertrag nahm. Das britische Label veröffentlichte das Album im August 1970 nur in England und ließ die Band wegen ausbleibendem Umsatz wieder fallen. Tone Float erschien nie offiziell in Deutschland, erst in den 1990er Jahren erschienen inoffizielle Schallplatten und CDs.

„Wir waren eben sehr jung und probierten verschiedene Dinge aus. Die Gruppe, das waren Ralf und ich und einige andere Leute, die von Zeit zu Zeit wechselten. Vielleicht waren wir die wichtigsten Mitglieder, aber wir arbeiteten beide auch an unterschiedlichen Projekten. Ich erinnere mich nicht so genau…“

Zu diesen anderen Projekten gehörte der Aufbau des Kling-Klang-Studios in der Mintropstraße in Düsseldorf, welches nach der Auflösung von Organisation zur Keimzelle für ein weiteres Projekt des Duos, die Band Kraftwerk, wurde.

## Rezeption
Pascal Bussy beschreibt es als „die ersten suchenden Schritte von zwei Musikern, die eventuell aus den Zwängen ausbrechen würden, die ihnen durch unstrukturierte improvisierte Musik auferlegt wurden“.

## Titelliste

### Seite 1
1. Tone Float – 20:46

### Seite 2
1. Milk Rock – 5:24
2. Silver Forest – 3:19
3. Rhythm Salad – 4:04
4. Noitasinagro – 7:46

Komposition: Schneider-Esleben, Hauf und Mönicks.

## Besetzung
- Ralf Hütter – Hammond-Orgel
- Basil Hammoudi[3] – Glockenspiel, Conga, Gong, Spieluhr, Bongos („Bangos“ auf Cover), Stimme
- Florian Schneider-Esleben – Elektrische Flöte, Altflöte, Glocke, Triangel, Tamburin, Elektrische Geige
- Butch Hauf – Bassgitarre, Corrugaphone, Glöckchen, Kunststoffhammer („Plastic Hammer“ auf Cover)
- Alfred Mönicks (bekannt als Fred Monicks)[4] – Schlagzeug, Bongos, Maracas, Kuhglocke, Tamburin